# カササギ
カササギ（鵲、Pica pica）は、鳥綱スズメ目カラス科に分類される鳥類。日本で見られるものは従来、Pica picaの亜種 P. p. sericaとされてきたが、現在は独立した種 Pica sericaとする説が出ている。

## 分布

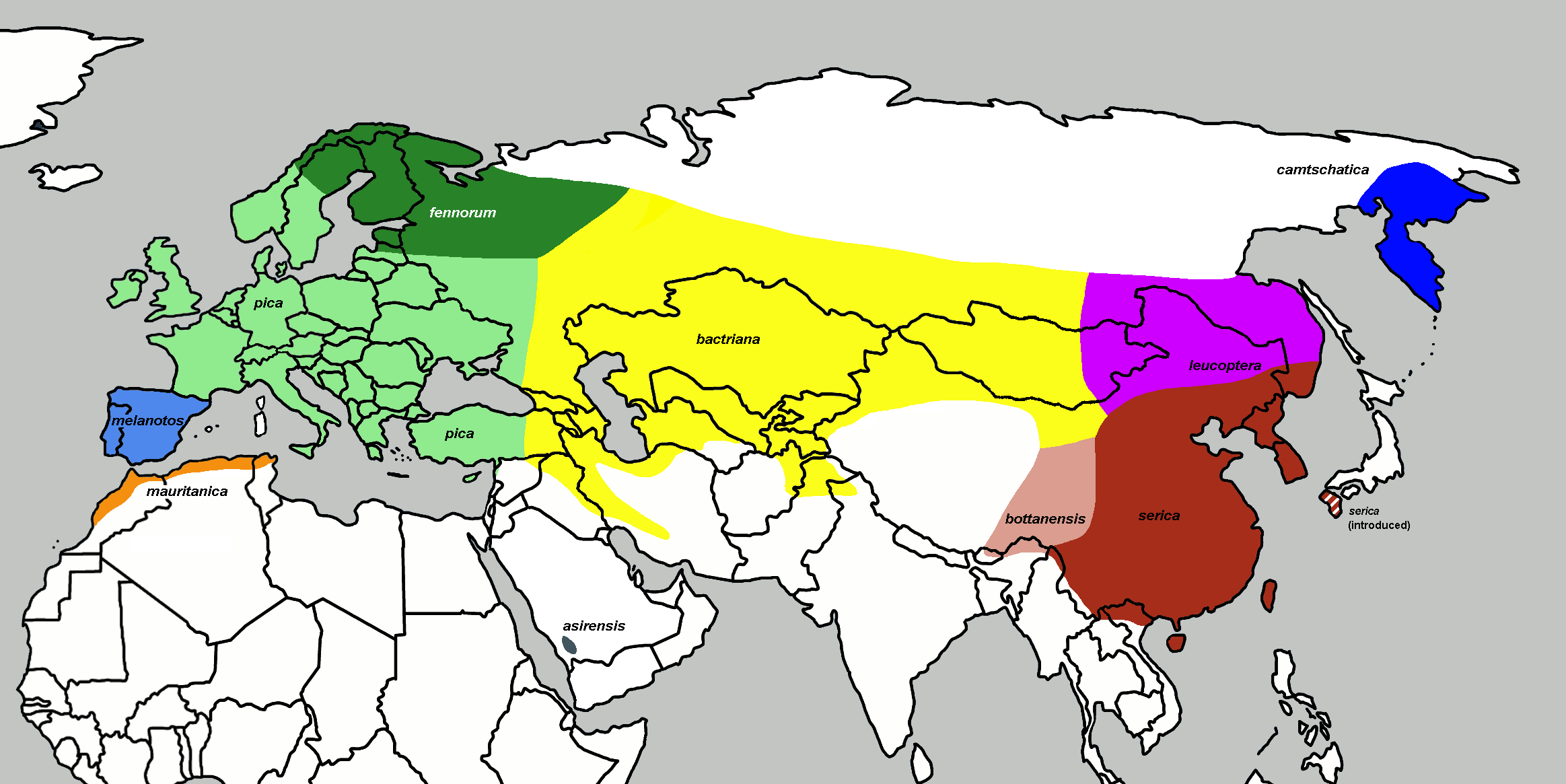
カササギとその亜種の分布域

従来の分類では、世界的には欧州全域、アフリカ北西部、小アジア、中央アジア、シベリア西部・南部、アラビア半島南西部、モンゴル、極東、カムチャッカ半島など旧北区に広く分布する。北米の2種を亜種として含める説を採用すると、分布域は旧北区に加え新北区となる。また、日本の個体群を含む亜種 P. p. serica を別種 P. serica とする説を採用し、それをカササギとすると、分布域はほぼ東アジアに限られる。
日本では北海道、新潟県、長野県、愛媛県、福岡県、佐賀県、長崎県、熊本県の各県で繁殖が記録されている。秋田県、山形県、神奈川県、福井県、兵庫県、鳥取県、島根県、宮崎県、鹿児島県の各県、島嶼部では佐渡島、対馬でも生息が確認されている。

## 亜種
国際鳥類学会議は現在、Pica picaについて6亜種を認めている。
- P. p. fennorum Lönnberg, 1927 - 北スカンディナヴィア、北西ロシア[10]
- P. p. pica (Linnaeus, 1758) - ブリテン諸島、南スカンディナヴィアから東欧、小アジア
- P. p. melanotos Brehm, AE, 1857 - イベリア半島
- P. p. bactriana Bonaparte[11], 1850 - 中央ロシアからイラン、北インド、モンゴル
- P. p. leucoptera Gould, 1862 - 南東シベリア、モンゴル、北東中国
- P. p. camtschatica Stejneger, 1884 - カムチャツカ半島

かつては上記に加え、下記5種も亜種としていた。現在はP. p. hemileucopteraを除く4種を独立した種として認めている。
- P. p. mauritanica Malherbe, 1845 - 北西アフリカ
- P. p. asirensis Bates, 1936 - 南西サウジアラビア
- P. p. hemileucoptera Stegmann, 1928 - 西・南シベリア
- P. p. serica Gould, 1845 - 北ミャンマーから東中国、北インドシナ
- P. p. bottanensis Delessert, 1840 - 西中部中国

## 生態

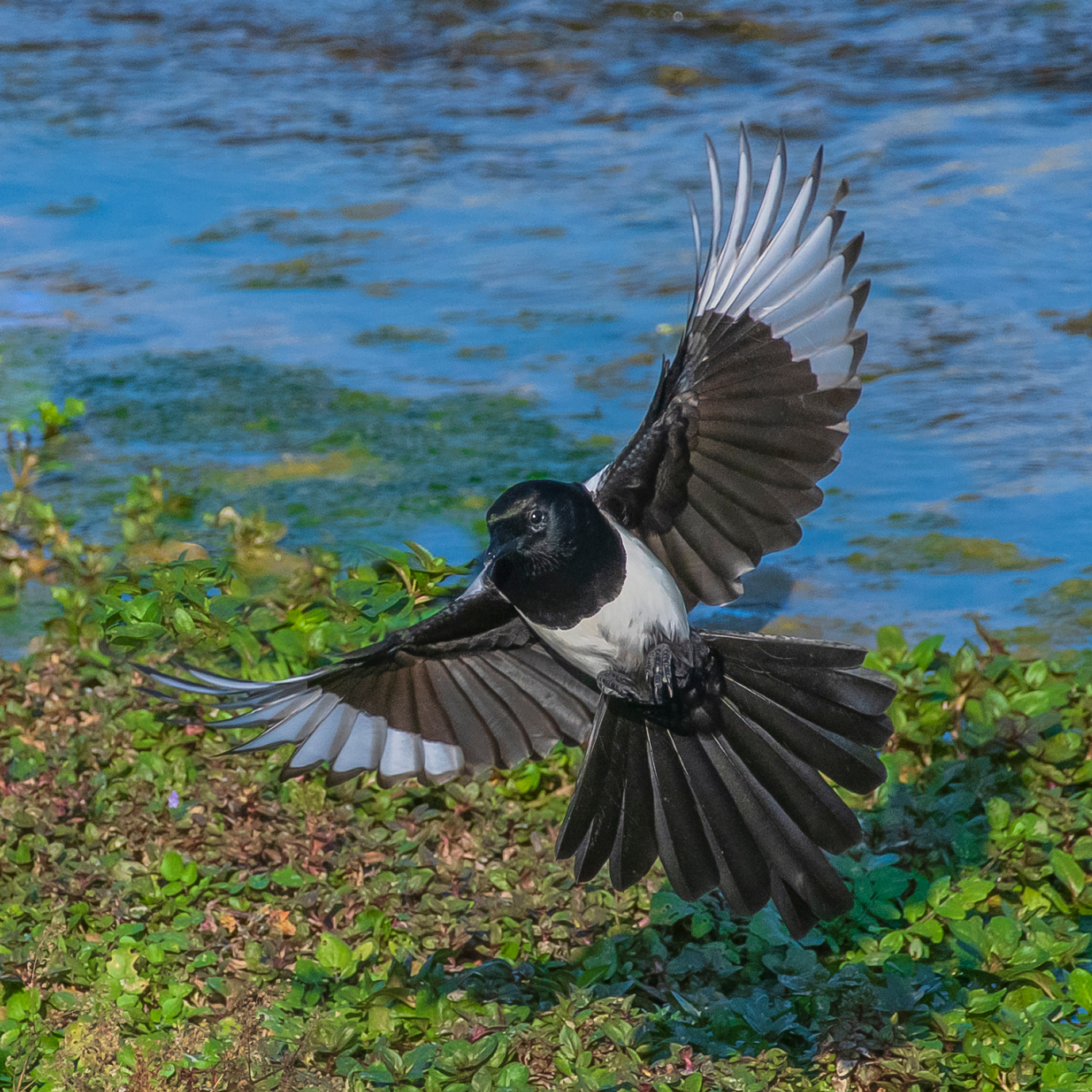
着地のため羽を広げたカササギ

人里の大きな樹の樹上に球状の巣を作り繁殖する。ハシブトガラスのように群れを作らず、主にツガイ、もしくは巣立ち前の雛と少数単位で暮らす。また、ハシブトガラスよりも一回り小さく、黒地に白い羽を持つ。1960年代に行われた調査では、標高100m 以上の山地には生息せず人里を住みかとしており、広い森林が覆う山地は分布障壁となっている。
なお、和名「カササギ」はサギの音を含むが、分類学的にはサギ（鷺）と遠く離れている。

### 食性

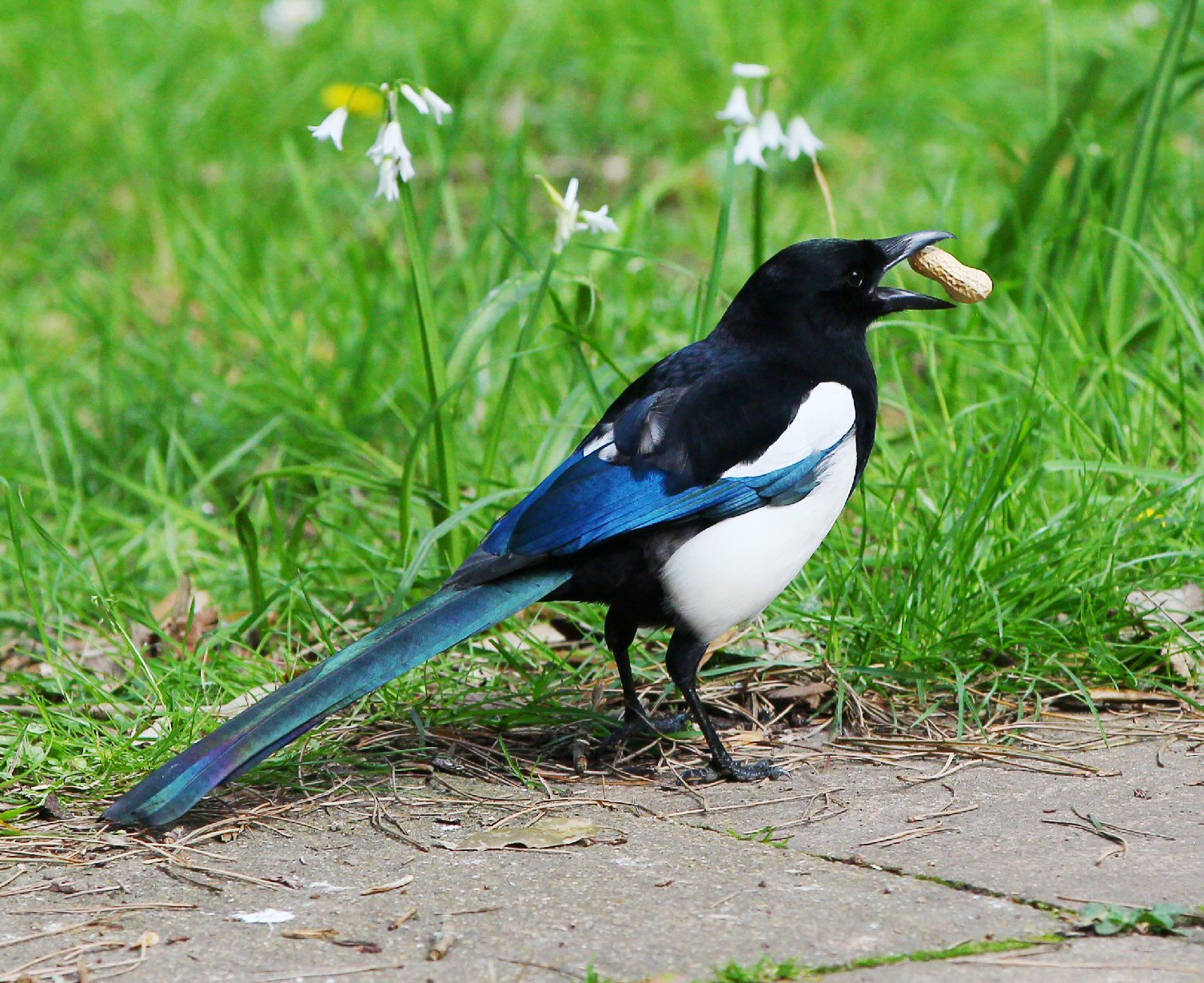
ラッカセイを食べるカササギ

穀類や昆虫、木の実などを食べる雑食性である。ケラやハサミムシ、コオロギなど地面に生息する虫も捕食する。秋にはイナゴなどの害虫を食べることから、益鳥とされる一方で、果物や野菜も食べるので害鳥とされることもある。戦前の調査では、全羅南道のカササギの砂嚢から、ジャガイモや大豆が見出されている。

### 繁殖
日本に生息するほとんどの個体は古い巣の再利用はせず10月下旬頃から営巣地を探しはじめ、3月中旬頃までにはカキノキ、エノキ、クスノキ、ポプラなどの樹高8m以上の樹木に、木の枝や藁などを用いて直径60cm-1m程度の球状の巣を作る。日本に生息する個体が作成する巣は屋根を有する構造であるが、ヨーロッパに生息する個体では屋根の無い構造の巣も作成すると報告されている。また、屋根があってもカラスによる卵や雛の捕食を完全に防ぐことはできない。
地域的にあるいは生息環境により、電柱や鉄塔などの人工物に巣を作る個体がみられる。樹木が少ないため人工物を用いると考えられ、都市部でも樹木が多いヨーロッパでは人工物への営巣が少なく、また日本（九州北部）では都市化が進んだ1980年代頃から電柱巣が急増した。電柱巣はネコなどの地上の捕食者を完全に阻止出来る利点があり、雛が巣立ちする割合は樹木巣よりも電柱巣のほうが高い。九州北部では電柱巣の傾向が顕著になっており、樹木が多い山麓や農村でも電柱巣の割合は住宅地とあまり変わらないという調査がある。
なお、樹木が少ない環境では金属製ハンガーや針金などを巣材とする場合があり、時として停電を招くこともある。そのため、九州電力などは、電柱上の変圧器付近に黄色い風杯型風車を取り付けるなどして、カササギなどの鳥に巣を作られないよう対策を講じている。また、行政では針金などの金属ゴミを放置しないよう環境美化を呼び掛けている。
産卵は、営巣後すぐに行なわれ、楕円形の薄い緑色をした卵を6 – 7個産む。雌が抱卵し、最終卵産卵後17 – 18日で孵化する。各卵は日を置いて逐次孵化するため、雛の成長度には差が生じ、遅れて孵化した雛鳥の多くは死亡する。孵化後約4週間で1 – 4羽が巣立ちし、5月下旬には巣立ちも終わり、巣は放棄される。巣立ち後の若鳥の生存率は30%程度で12月頃まで集団でねぐらにつくが、その後番いを形成して分散し、個別の縄張りを持つようになる。なお、番いの関係は一生続く。

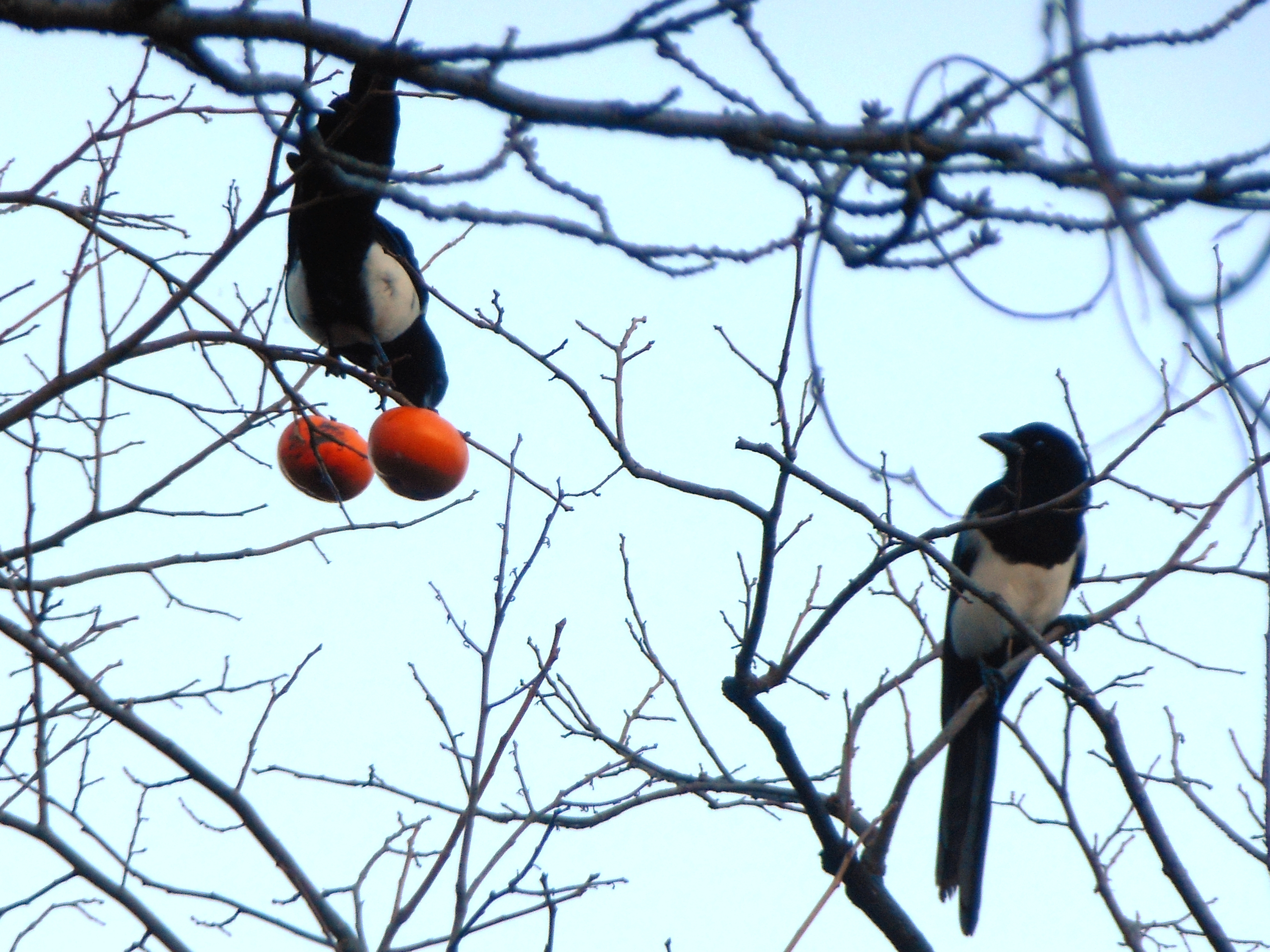
カササギの番い
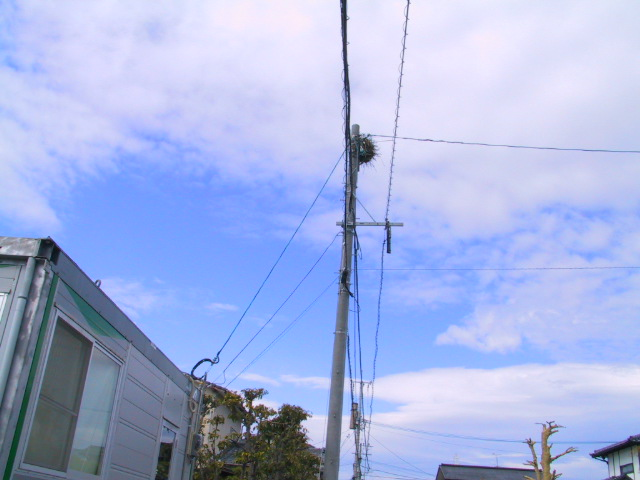
電柱上に作られた巣。佐賀市内にて撮影。
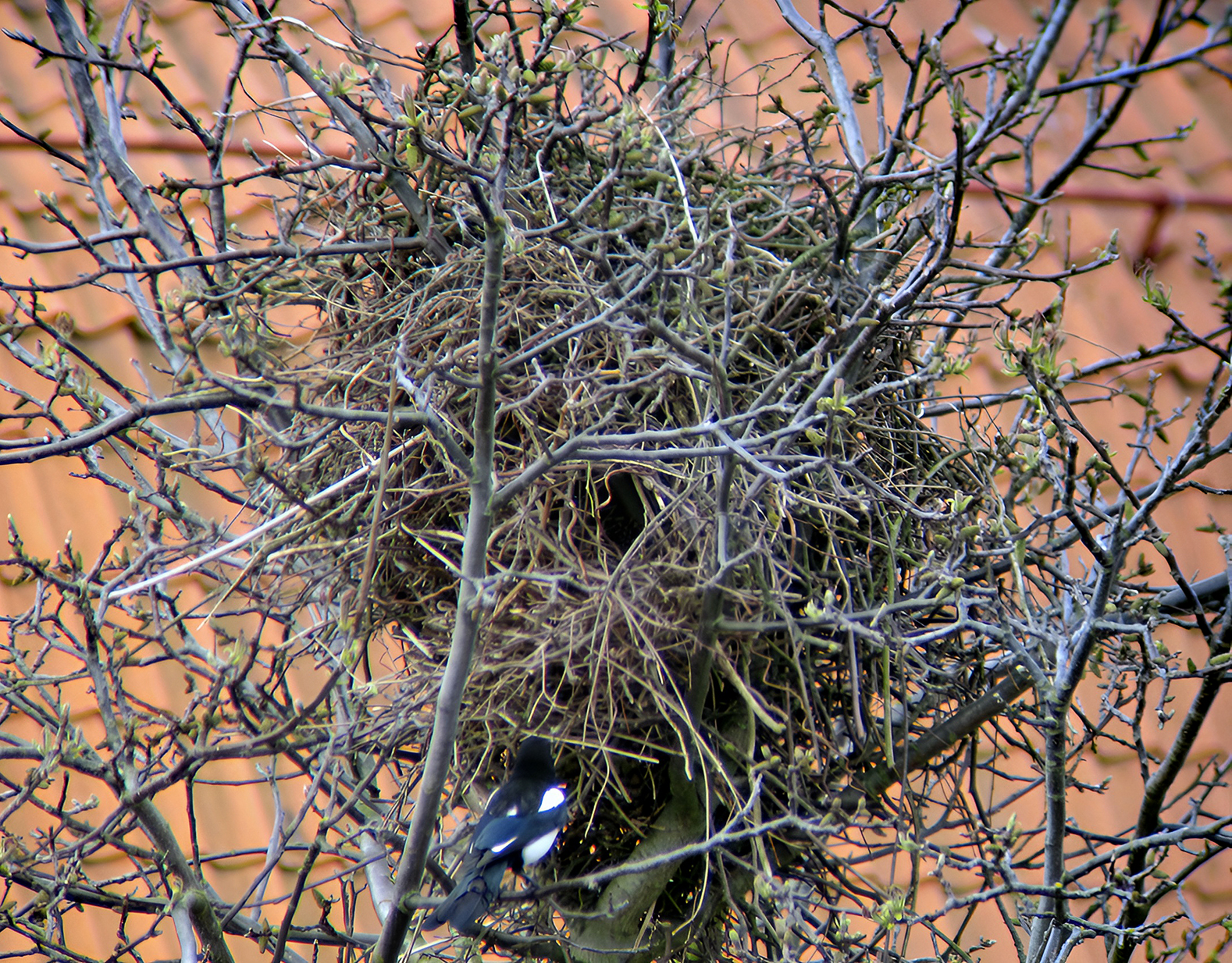
カササギの巣
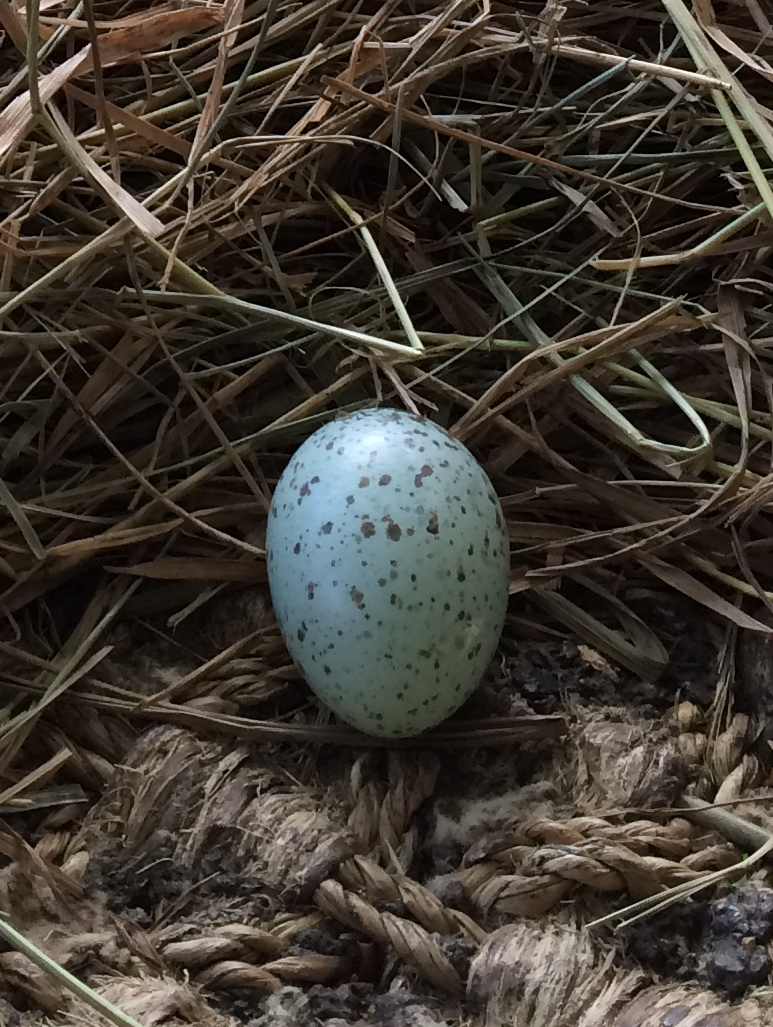
卵
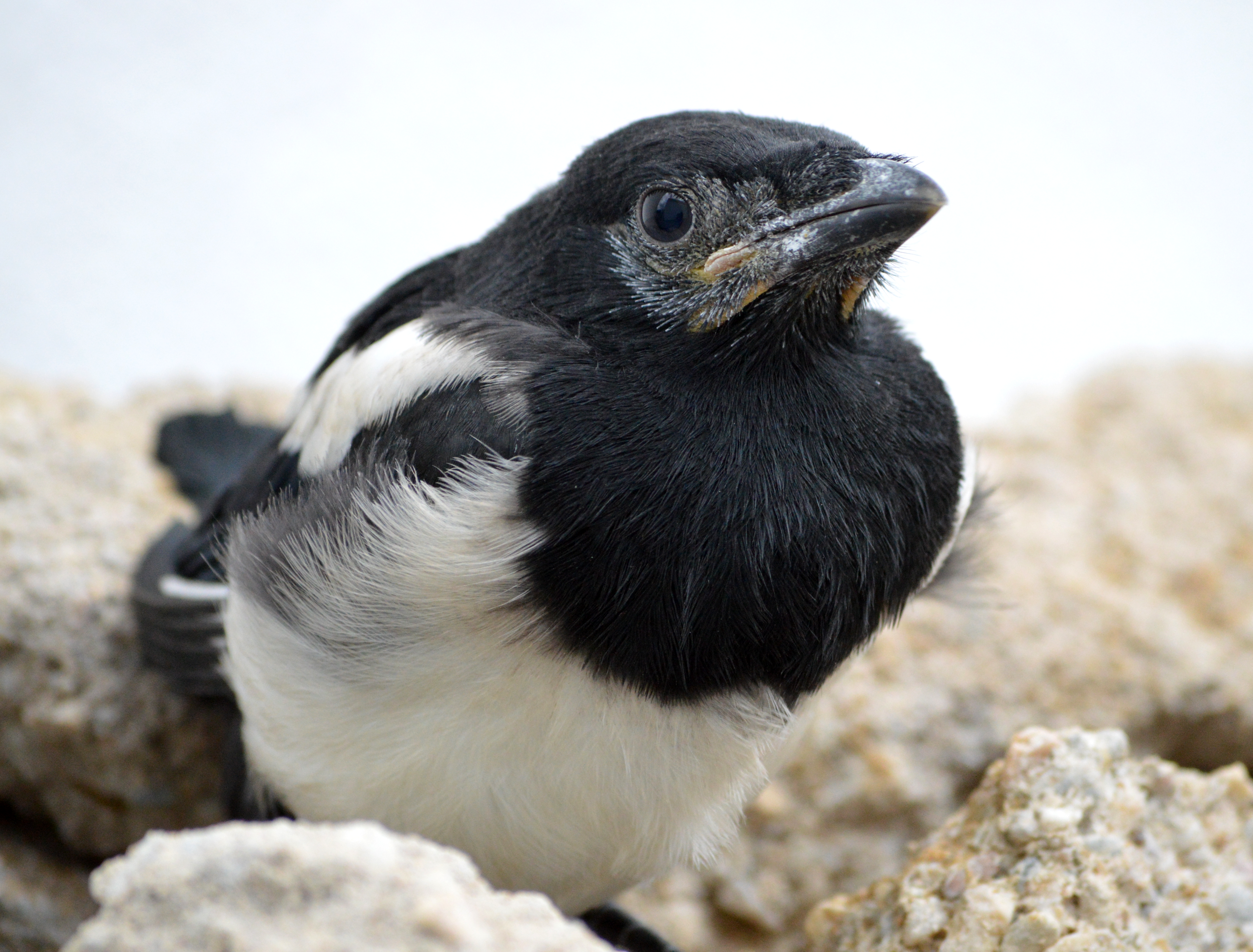
雛
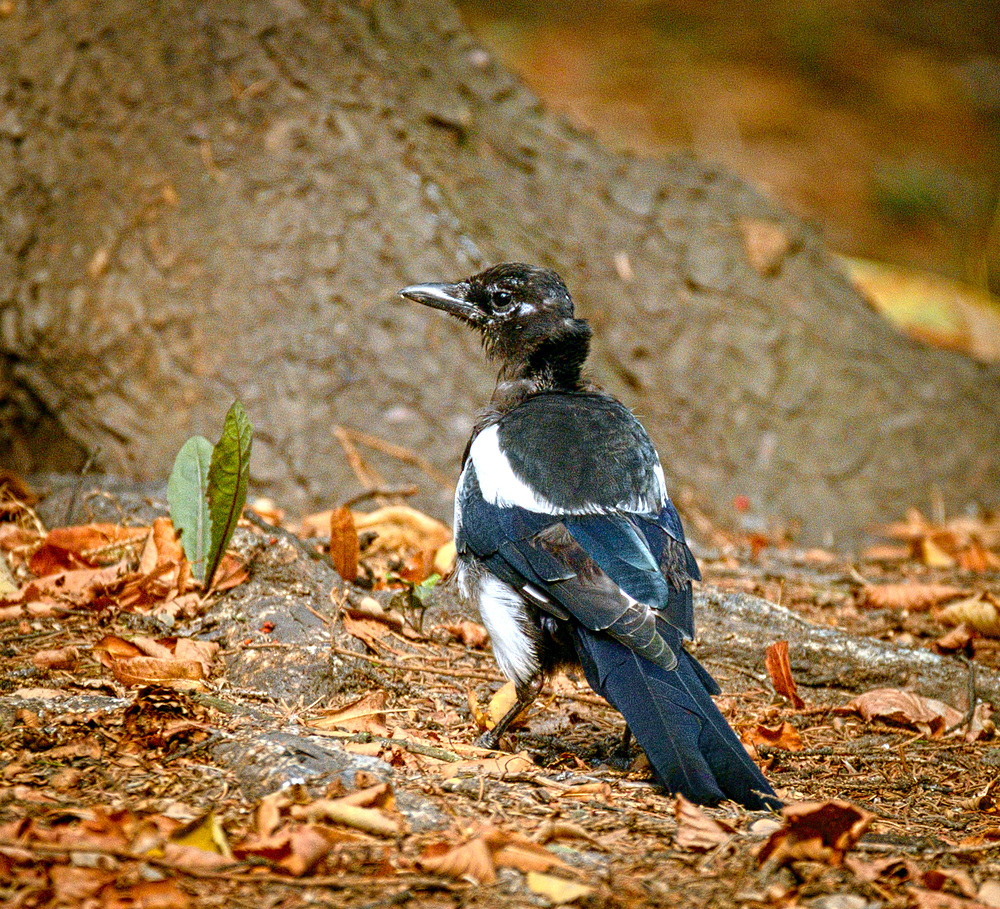
若鳥

## 知能
カササギは鳥類のなかでも大きな脳を持っており、哺乳類以外では初めて、ミラーテストをクリアした、すなわち、鏡に映った像が（他の個体ではなく）自分であることを認識したことが確認された。日本においても、老人や子供は警戒しない一方で、若い男性など危害を与えようとするものには警戒して近寄らないという観察結果が出ている。

## 保全状態評価
日本においては、「カササギ生息地」が国の天然記念物に指定されているが、絶滅を危惧する状態には無い。指定地は以下の通り。
- 福岡県 - 久留米市（旧大善寺町、荒木町、三潴町、城島町域）、筑後市（旧西牟田町域）、柳川市、大川市、大木町、みやま市（旧瀬高町、山川町域）、福津市、古賀市
- 佐賀県 - 佐賀市、鳥栖市、多久市、武雄市、鹿島市、小城市、嬉野市、神埼市、吉野ヶ里町、基山町、みやき町、上峰町、大町町、江北町、白石町、太良町

福岡県
保全対策依存種 → ランク外
佐賀県
1923年（昭和3年）3月7日、佐賀県の天然記念物に指定された。

### 日本生息個体に関する知見
九州の個体群は、朝鮮とは別亜種で中国と同亜種に分類されている。九州の個体群は17世紀に朝鮮半島から現在の佐賀県（佐賀藩）および福岡県筑後地方（柳河藩）に人為移入された個体が起源とされる。なお、『日本書紀』には飛鳥時代に新羅から「鵲」を持ち帰ったという記述がある（#文化参照）。しかし、室町時代以前の文献にみられる観察記録にはカササギと断定出来る記述は無いとされている。
移入時期は豊臣秀吉の朝鮮出兵とする説（後述）もあるが文献記録が無く伝聞の域を出ていない。一方、台風や季節風により本来生息域である大陸から迷行し飛来した自然渡来個体が定着した可能性も否定されていない。しかし(江口.久保(1992))は、福岡県玄界灘沿岸生息群と佐賀平野生息個体群の分布調査からは自然渡来の可能性は極めて低いとしている。また、万葉集にカササギの歌が無い事が渡来時期の傍証のひとつとなっている。生息域が極めて狭く珍しい鳥であることから1923年（大正12年）3月7日、その生息地を定めて、カササギ生息地一帯の市町村は国の天然記念物に指定された。1960年代以降電柱への営巣特性を獲得し分布障壁となっていた山地の森林が減少した事などから、1970年代以降急速に生息域が拡大し数が増加した。
1980年代には、北海道の室蘭市や苫小牧市周辺で観察され 繁殖している。酪農学園大学らの研究グループが2011年から調査を行い、苫小牧の個体群のDNAはロシア極東のものとほぼ一致したが、韓国のものとは違いが大きいと2015年に報道された。カササギは長距離の飛行が苦手なこともあり、これらの地域に生息する個体群の移入経路は長らく不明であったが、2016年、ロシアから貨物船に乗って来ていた説が提唱されている。

### 地域名
- 佐賀県：「カチガラス」「キシャガラス」「シチャガラス」[12]
- 福岡県筑後地方（福岡県南部）：「コーライガラス」「コーゲガラス（「高麗ガラス」からの転訛）」[12]「カッチョ」

## 文化

### 日本

#### 古代
古代の日本には、もともとカササギは生息しなかったと考えられる。「魏志倭人伝」も「日本にはカササギがいない」と記述している。
しかし、七夕の架け橋を作る伝説の鳥として、カササギの存在は日本に知られることとなった。奈良時代の歌人大伴家持は七夕伝説に取材した下記の歌でカササギを歌っている。（『新古今和歌集』・『小倉百人一首』に収載）
七夕のカササギの伝承は日本では「サギと付くからサギの仲間だろう」と思われたため、カササギではなくサギで代用されている（鷺舞を参照のこと）。
現代では「鵲」は鳥類のカササギを指す文字として使用されているが、古代における「鵲」の意味と読みは特定されていない。例えば『日本書紀』には、飛鳥時代の推古天皇6年（598年）、聖徳太子の使者として新羅に渡った吉士盤金（きしのいわかね）が2羽の「鵲」を持ち帰り献上、難波の杜（大阪市にある鵲森宮や生國魂神社などが比定地）で飼ったという記述がある。この日本書紀の「鵲」には万葉仮名が振られておらず、「かささぎ」という読みが初めて登場するのは平安時代中期の『和名類聚抄』である。

#### 江戸時代以降
現在日本に生息するカササギは、豊臣秀吉の朝鮮出兵の際に、肥前国の佐賀藩主鍋島直茂、筑後国（現福岡県）の柳川藩主立花宗茂など九州の大名らが朝鮮半島から日本に持ち帰り繁殖したものだとされる説があるが、持ち帰りに関して記録した文献が無く、真相は不明である。一方、佐賀・柳川両藩では主に17世紀に入ってから、地誌や産物帳などに目撃例や生息地、生態に関する記録がみられるようになる<。江戸時代には「朝鮮がらす」「高麗がらす」「とうがらす」の別称があり、当時の生息範囲は柳河藩と佐賀藩の周辺の非常に狭い地域に限られていた。また、佐賀藩では狩猟禁止令により保護されていた。また、佐賀県では県民からの一般公募により、1965年（昭和40年）に県鳥とされたほか、陸上自衛隊目達原駐屯地のシンボルマークにもあしらわれている。また、先述のとおり佐賀県の生息域は国の天然記念物に指定されている。
その一方で、冬には朝鮮半島から対馬に渡ってくる個体があるほか、ミヤマガラスの大群にカササギが混じっていることがあるという観察結果から、渡ってきたカササギが局地的に定着したという意見もある。

### 中国
七夕伝説における織姫と彦星の間をつなぐ掛け橋の役を担う鳥として、親しまれている。なお、現代中国語では「喜鵲」と表記する。

### 朝鮮半島
朝鮮語ではカササギを（까치、Kachi、カチ）と呼ぶ。大韓民国では首都のソウル特別市をはじめとする多くの都市が市の鳥に指定している。また、ソウルの地下鉄にはカチ山駅という駅がある。済州島には生息していなかったが、1989年に新聞社と航空会社が協賛して半島の生息種を約50羽放鳥した。天敵のいない環境で一時期10万羽以上にまで増殖し、外来種として生態系と農作物に深刻な被害をもたらしている。済州島のカササギは害鳥に指定され、自治体が計画して駆除している。

### 英語圏
英語では、カササギ、オナガ、サンジャク、ヘキサンなどをまとめて  magpie（マグパイ）と呼び、伝統的に「おしゃべり好きのキャラクター」としての表象を与えられている。また、金属など光るものを集める習性があるという広く知られた俗説によって「泥棒」の暗喩に用いられることがある。しかし、実際にはカササギにそうした習性はないことが近年の研究で報告されている。

### ドイツ語・ドイツ文学との関連
標準ドイツ語ではElster（エルスター）とされるが、地方によってHeister（ハイスター）, Ekster（エクスター）, Hetze（ヘッツェ）, Atzel（アッツェル）等と呼ばれている。中世盛期に活躍したヴォルフラム・フォン・エッシェンバッハの主著は『パルチヴァール』であるが、その主人公の異母兄は、白人の父と黒人の母から生まれた。彼は髪も肌も白と黒の二色で、カササギのようであったと表現されている。

## カササギにちなんだ作品・命名
- 異食症（ピカ）：ラテン語の「ピカ」は、カササギに由来している。
- 「泥棒かささぎ」：ロッシーニ作曲のオペラ
- 七夕の国：岩明均による伝奇漫画作品。特別な能力を人類に与えた異星人をカササギに例え、物語中の一つのキーワードになっている。
- ウィントス：Jリーグのクラブ、サガン鳥栖のマスコット。カササギ（カチガラス）をモチーフにしている。
- かささぎ大橋：静岡県磐田市と浜松市中央区を結ぶ天竜川に架かる橋。
- 鵲稲荷神社（カササギイナリジンジャ）：長野県佐久市岩村田上ノ城御鎮座。かつて太鼓橋で結ばれていた招魂社の社殿内部に極彩色のカササギの絵があるから命名されたという[33]。
- カササギ殺人事件：アンソニー・ホロヴィッツによる推理小説。上巻の章題が「一羽なら悲しみ、二羽なら喜び。三羽なら娘、四羽なら息子。五羽なら銀で、六羽なら金。七羽ならそれは、明かされたことのない秘密。」というカササギの数え唄になぞらえられたものとなっている。
- 「カチカチてれび」「かちかちワイド」「かちかちPress」：サガテレビで平日夕方から放送されている情報番組。
- 特急「かささぎ」：九州旅客鉄道（JR九州）が門司港駅・小倉駅・吉塚駅・博多駅 - 佐賀駅・肥前鹿島駅間に2022年9月23日から運行している特急列車。佐賀県の県鳥であることから命名[34]。
- 祐徳自動車が福岡 - 嬉野温泉・肥前中川間で運行していた高速バスの名称。